# 短体荷马条鳅
短体荷马条鳅（学名：Homatula potanini）為輻鰭魚綱鯉形目條鰍科荷馬條鰍屬的其中一種鱼类，俗名钢鳅、包氏条鳅，是中国的特有物种。分布于长江中上游、大渡河流域及其附属水体等。短体荷马条鳅體長可達13.3公分，该物种的模式产地在青衣江。棲息在河川底層水域，生活習性不明。